# Heinrich Vogel (Theologe)

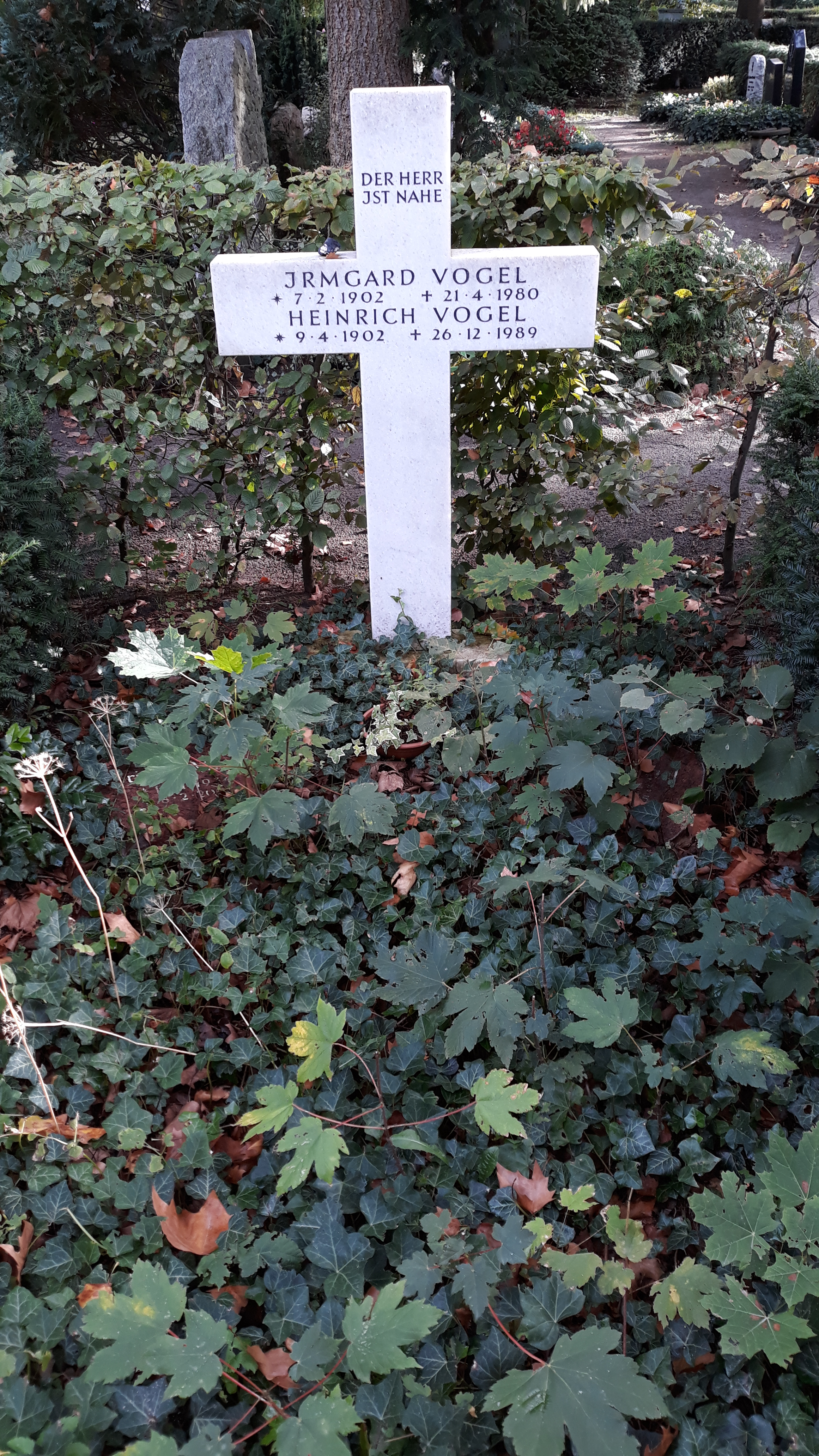
Das Grab von Heinrich Vogel und seiner Frau Irmgard auf dem Evangelischen Kirchhof Nikolassee.

Heinrich Rudolf Gottfried Vogel (* 9. April 1902 in Pröttlin, Kreis Prignitz; † 26. Dezember 1989 in Berlin) war ein deutscher evangelischer Theologe, Dichter geistlicher Texte und Lieder sowie Komponist zahlreicher Motetten und Kammermusiken.

## Leben und Werdegang
Heinrich Vogel wurde als ältester Sohn des Pastors an der Dorfkirche zu Pröttlin Franz Ferdinand Vogel (1869–1953) und dessen Ehefrau Hedwig, geborene Kühne (1870–1948) geboren. Er lebte im Pfarrhaus von Pröttlin bis zu seinem sechsten Lebensjahr mit seinen Eltern, die dann nach Neuenburg/Neumark (seit 1945 polnisch Nowogródek Pomorski) Kirchenkreis Soldin, zogen, wo er eingeschult wurde. Sein Vater brachte Heinrich Vogel im letzten Amtsjahr in Neuenburg den Lehrstoff für die Sexta privat bei. Heinrich Vogel und auch seine jüngere Schwester Mechthild konnten entsprechend dem Wunsch ihrer Eltern ab Ostern 1912 eine höhere Schule in einer Stadt besuchen, nachdem sein Vater durch das Berliner Konsistorium der Altpreußischen Union mit Wirkung vom 16. April 1912 an die Sophienkirche zu Berlin berufen worden war. Heinrich Vogel wurde in die Quinta aufgenommen.
Nach dem Abitur am Gymnasium zum Grauen Kloster in Berlin studierte Heinrich Vogel in Berlin und Jena Theologie. Im Jahre 1927 wurde er Pfarrer in Oderberg (Mark), und 1932 übernahm er die Pfarrstelle in Dobbrikow bei Potsdam.
Schon bald nach der Machtergreifung durch die Nationalsozialisten wurde Vogel Mitglied der Bekennenden Kirche und deren Synodaler in der Reichs- und Preußischen Synode. Kompromisslos kämpfte er gegen die Deutschen Christen und engagierte sich im Widerstand gegen den Nationalsozialismus. Während des Kirchenkampfs spielte er eine entscheidende Rolle in der Bekenntnistreuen Lutherischen Vereinigung-Steglitz. 1935 wurde er Dozent an der (illegalen) Hochschule der Bekennenden Kirche in Berlin und war von 1937 bis 1941 deren Leiter. In diesen Jahren war er mehrfach in Haft und erhielt 1941 Schreibverbot durch die Nationalsozialisten.
Im Jahr 1946 wurde Vogel Professor für Systematische Theologie an der Kirchlichen Hochschule Berlin, die nach der Teilung Berlins in West-Berlin lag. Im Jahre 1947 erhielt Vogel die Ehrendoktorwürde der Universität Göttingen. Ab 1948 war er Professor für Systematische Theologie an der Humboldt-Universität in Ost-Berlin. Die Regierung der DDR zeichnete ihn als Antifaschisten aus, und die Bundesrepublik ehrte ihn 1973 mit dem Großen Verdienstkreuz der Bundesrepublik Deutschland.
Heinrich Vogel war in der Nachkriegszeit lange Jahre Mitglied der Synoden der Evangelischen Kirche in Deutschland (EKD) und der Evangelischen Kirche der Union (EKU). Er war Mitbegründer der Christlichen Friedenskonferenz (CFK).
Heinrich Vogel war ein einflussreicher akademischer Lehrer und viel beachteter Publizist. Seine Erfahrungen in der NS-Zeit begründeten sein Engagement als Grenzgänger zwischen West und Ost. In solchem Spannungsfeld kam es unvermeidlich zu kirchenpolitischen Gegensätzen zu den Verantwortlichen der Kirchen beiderseits des Eisernen Vorhangs. Der Gedanke, „die Atheisten tot zu lieben“ war nicht nur ein loser Spruch, sondern Lebensmotiv Heinrich Vogels.
Heinrich Vogel vertrat eine „christozentrische Worttheologie“, die in Lob und Lied einmündete. Dem geben zahlreiche geistliche Texte Ausdruck, die sich zum Teil als Lieder im Evangelischen Gesangbuch (EG) finden: Das ist mir lieb, dass du mich hörst (Nr. 292), Gott ruft dich, priesterliche Schar (Hessen-EG Nr. 587), Nun werde still, du kleine Schar (West-EG Nr. 603) u. a. Zudem schrieb er noch mehrere Weihnachts- und Adventslieder wie z. B. „Geht ein Kind im tiefen Schnee“.
Im Jahre 1967 wurde Vogel emeritiert. Den ihm 1947 erteilten Predigtauftrag nahm er noch bis 1974 wahr. Seine Lehrtätigkeit an der Kirchlichen Hochschule behielt er noch weiterhin bei, bis er 1989 im Alter von 87 Jahren starb. Seine Grabstätte befindet sich auf dem evangelischen Kirchhof Berlin-Nikolassee.
Vogel heiratete 1928 in Berlin-Weißensee die Lehrerin Irmgard Vogel (1902–1980), der Ehe entsprangen sieben Kinder.

## Dauerausstellung

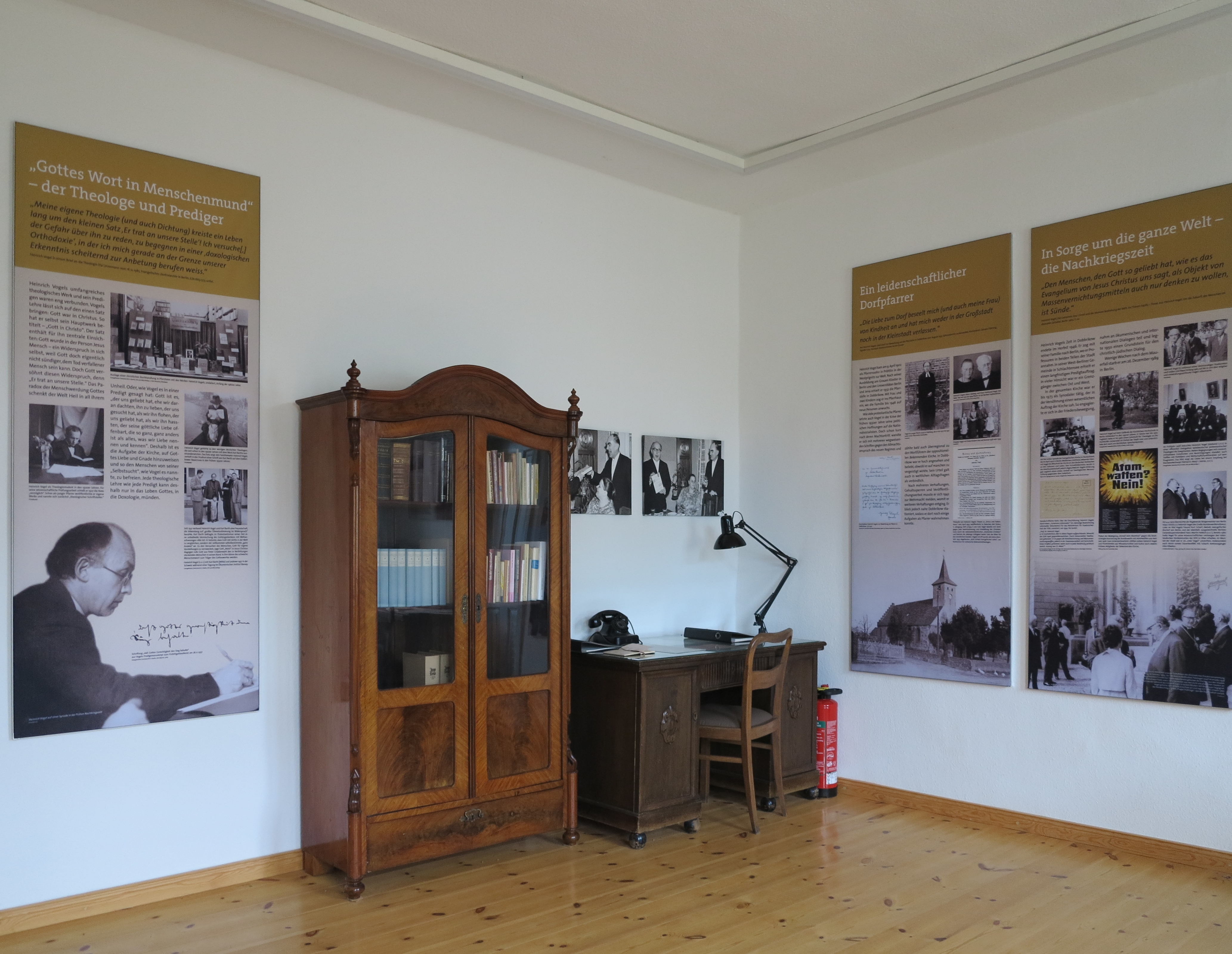
Blick in die Dauerausstellung zu Leben und Wirken von Heinrich Vogel

Im ehemaligen Pfarrhaus in Dobbrikow befindet sich eine Dauerausstellung zu Leben und Werk von Heinrich Vogel, der in Dobbrikow Ortspfarrer war.

## Veröffentlichungen in Auswahl

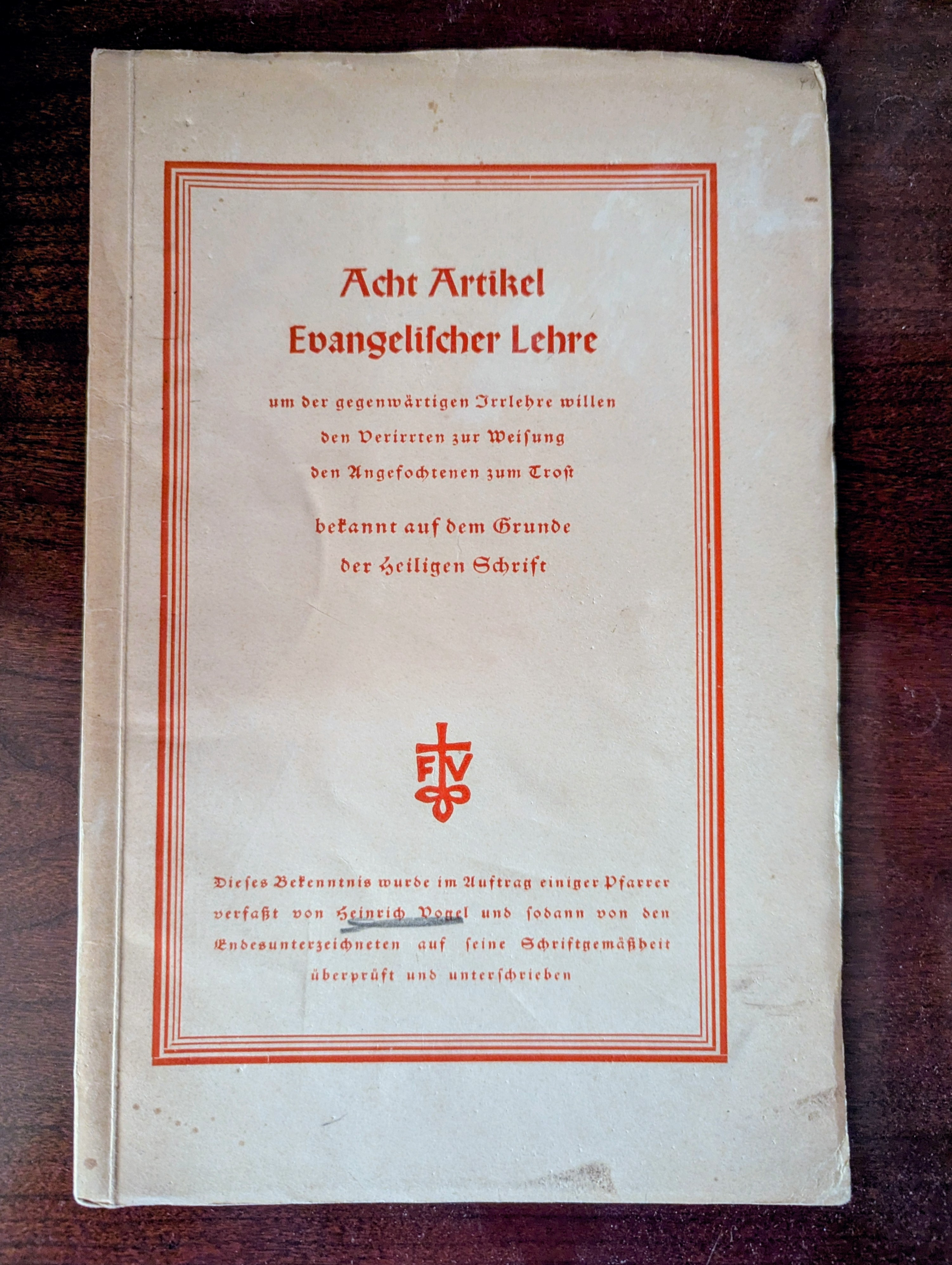
Acht Artikel Evangelischer Lehre (1933)

- Die Krisis des Schönen, Berlin 1931
- Thesen über „Kreuz und Hakenkreuz“. Thesen des Protestes, der Frage und der Bitte an die „Glaubensbewegung Deutscher Christen“. Pfälzisches Pfarrerblatt, 1933, S. 35–37[6]
  - Variante Kreuz und Hakenkreuz, in Der Ring, H. 19, 1933, S. 305
- Acht Artikel Evangelischer Lehre. Furche, Berlin 1933 (Digitalisat)
- Wer regiert die Kirche? (= Theologische Existenz heute 15), Christian Kaiser, München 1934
- Eiserne Ration eines Christen. Eine Laiendogmatik. Mehrere Aufl. 1936–1960
- Der bittende Christus und andere Legenden. Berlin, 1948
- Gott in Christo. Berlin 1951
- Erhebet eure Herzen. Neue geistliche Lieder. Berlin 1952
- Alles ist Gnade. Geistliche Lyrik. Evangelische Verlagsanstalt, Berlin 1958
- Christus Triumphator. Oratorium. Berlin 1960
- Gesammelte Werke. 4 Bände, Stuttgart 1982
  - dazu: Christologie. 1. Aufl.: Chr. Kaiser, München 1949; als GW 5: Radius-Verlag, Stuttgart 1983